# Taras Burłak
Taras Aleksandrowicz Burłak (ros. Тарас Александрович Бурлак, ur. 22 lutego 1990 we Władywostoku) – rosyjski piłkarz grający na pozycji środkowego obrońcy. Od 2020 jest zawodnikiem klubu Arsienał Tuła.

## Kariera klubowa
Swoją karierę piłkarską Burłak rozpoczął w klubie Łokomotiw Moskwa. W 2008 roku zaczął grać w rezerwach tego klubu, a w 2009 roku został wypożyczony do Wołgi Niżny Nowogród, w której rozegrał jedno spotkanie w Pierwszej Dywizji. W 2010 roku wrócił do Łokomotiwu i stał się członkiem kadry pierwszego zespołu. W pierwszym zespole Łokomotiwu zadebiutował 18 lipca 2010 w wygranym 3:0 domowym spotkaniu z Ałaniją Władykaukaz. 12 marca 2011 roku strzelił swojego pierwszego gola w Priemjer-Lidze w zwycięskim 3:2 domowym meczu z Dinamem Moskwa.
W 2014 Burłak przeszedł do Rubina Kazań. W 2015 został wypożyczony do klubu Krylja Sowietow Samara. W 2018 roku przeszedł na stałe do Krylji Sowietow, a w 2020 roku został zawodnikiem Arsienału Tuła.
| Sezon   | Klub                   | Kraj  | Rozgrywki        | Mecze | Bramki |
| ------- | ---------------------- | ----- | ---------------- | ----- | ------ |
| 2007    | Łokomotiw-2 Moskwa     | Rosja | LFL Moskwa       | 22    | 2      |
| 2008    | Łokomotiw-2 Moskwa     | Rosja | LFL Moskwa       | 18    | 2      |
| 2009    | Łokomotiw-2 Moskwa     | Rosja | Wtoroj diwizion  | 13    | 4      |
| 2009    | Wołga Niżny Nowogród   | Rosja | Pierwyj diwizion | 1     | 0      |
| 2010    | Łokomotiw Moskwa       | Rosja | Priemjer-Liga    | 3     | 0      |
| 2010    | Łokomotiw-2 Moskwa     | Rosja | Wtoroj diwizion  | 18    | 2      |
| 2011/12 | Łokomotiw Moskwa       | Rosja | Priemjer-Liga    | 35    | 1      |
| 2012/13 | Łokomotiw Moskwa       | Rosja | Priemjer-Liga    | 17    | 0      |
| 2013/14 | Łokomotiw Moskwa       | Rosja | Priemjer-Liga    | 1     | 0      |
| 2013/14 | Rubin Kazań            | Rosja | Priemjer-Liga    | 2     | 0      |
| 2014/15 | Rubin Kazań            | Rosja | Priemjer-Liga    | 2     | 0      |
| 2014/15 | Rubin-2 Kazań          | Rosja | Wtoroj diwizion  | 3     | 0      |
| 2014/15 | Krylja Sowietow Samara | Rosja | Pierwyj diwizion | 13    | 1      |
| 2015/16 | Krylja Sowietow Samara | Rosja | Priemjer-Liga    | 28    | 0      |
| 2016/17 | Rubin Kazań            | Rosja | Priemjer-Liga    | 22    | 0      |
| 2017/18 | Rubin Kazań            | Rosja | Priemjer-Liga    | 1     | 0      |
| 2017/18 | Krylja Sowietow Samara | Rosja | Priemjer-Liga    | 13    | 1      |
| 2018/19 | Krylja Sowietow Samara | Rosja | Priemjer-Liga    | 23    | 2      |
| 2019/20 | Krylja Sowietow Samara | Rosja | Priemjer-Liga    | 8     | 2      |
| 2020/21 | Arsienał Tuła          | Rosja | Priemjer-Liga    | 15    | 0      |

## Kariera reprezentacyjna
W swojej karierze Burłak rozegrał 11 meczów w reprezentacji Rosji U-21 i zdobył w nich 2 bramki. W dorosłej reprezentacji zadebiutował 7 czerwca 2011 roku w zremisowanym 0:0 towarzyskim meczu z Kamerunem, rozegranym w Wals-Siezenheim.